# Марија Буено
Марија Естер Буено (порт. Maria Esther Andion Bueno; 11. октобар 1939 — 8. јун 2018) била је бразилска тенисерка.
Победница је гренд слем турнира у синглу, женском дублу и мешовитом дублу. Била је прва тенисерка света (међу аматерима) 1959, 1960, 1964 и 1966. Освојила је Панамеричке игре (1963). Чланица је Међународне тениске куће славних од 1978. године.
У 2015. години, у част Марије Буено, по њој је назван централни стадион Олимпијског тениског центра у Рио де Жанеиру изграђеном за Игре 2016. године.